# Max Allwein
Max Allwein (* 18. Dezember 1904 in München; † 20. November 1977 in Bad Tölz) war ein deutscher Jurist und Politiker.

## Leben
Nach dem Abitur 1923 am Wilhelmsgymnasium München studierte er ab 1924 in München Jura.
Allweins politische Karriere begann mit der Teilnahme am Hitlerputsch im November 1923. Nach dessen Scheitern betätigte er sich als Organisator des Völkischen Blocks in Bayern, der sich zwar auf Hitler berief, dessen damaliger Doktrin aber nicht folgte, sich nicht parlamentarisch zu engagieren. Das parlamentarische System sollte von innen zerstört werden.
In der NS-Zeit trat Allwein nicht dem NS-Rechtswahrerbund bei, wodurch ihm eine Zulassung als Rechtsanwalt versagt blieb. Deshalb war er bei verschiedenen Versicherungen und der Bayerischen Hypotheken- und Wechselbank tätig. Ab 1937 war er Rechtsgutachter bei der Wehrkreisverwaltung München.
Im Zweiten Weltkrieg war Allwein als Stabsintendant der Reserve in Frankreich, Estland, der Sowjetunion und Dänemark. Nach seiner Heimkehr wurde er Notar in Bad Tölz, Mitbegründer der CSU und deren Kreisvorsitzender in Bad Tölz. 1946 war er Mitglied der Verfassungsgebenden Versammlung und danach für die CSU Mitglied des Bayerischen Landtags. 1949 wechselte er zur Freien Fraktionsgemeinschaft, die von Freien Parlamentarischen Vereinigung und der Deutschen Partei für Freiheit und Recht gebildet wurde. Bei der Bundestagswahl 1957 kandidierte er für die Föderalistische Union im Wahlkreis 202 (München-Süd) und auf Platz fünfzehn der bayerischen Landesliste zum Deutschen Bundestag. Die bayerische Landesliste der FU wurde von der Bayernpartei gestellt.